# Maison au 32, rue Birris à Westhoffen
La maison au 32, rue Birris est un monument historique situé à Westhoffen, dans le département français du Bas-Rhin.

## Localisation
Ce bâtiment est situé au 32, (anciennement 17 et 140) rue Birris à Westhoffen.

## Historique
L'édifice fait l'objet d'une inscription au titre des monuments historiques depuis 1931.

## Architecture

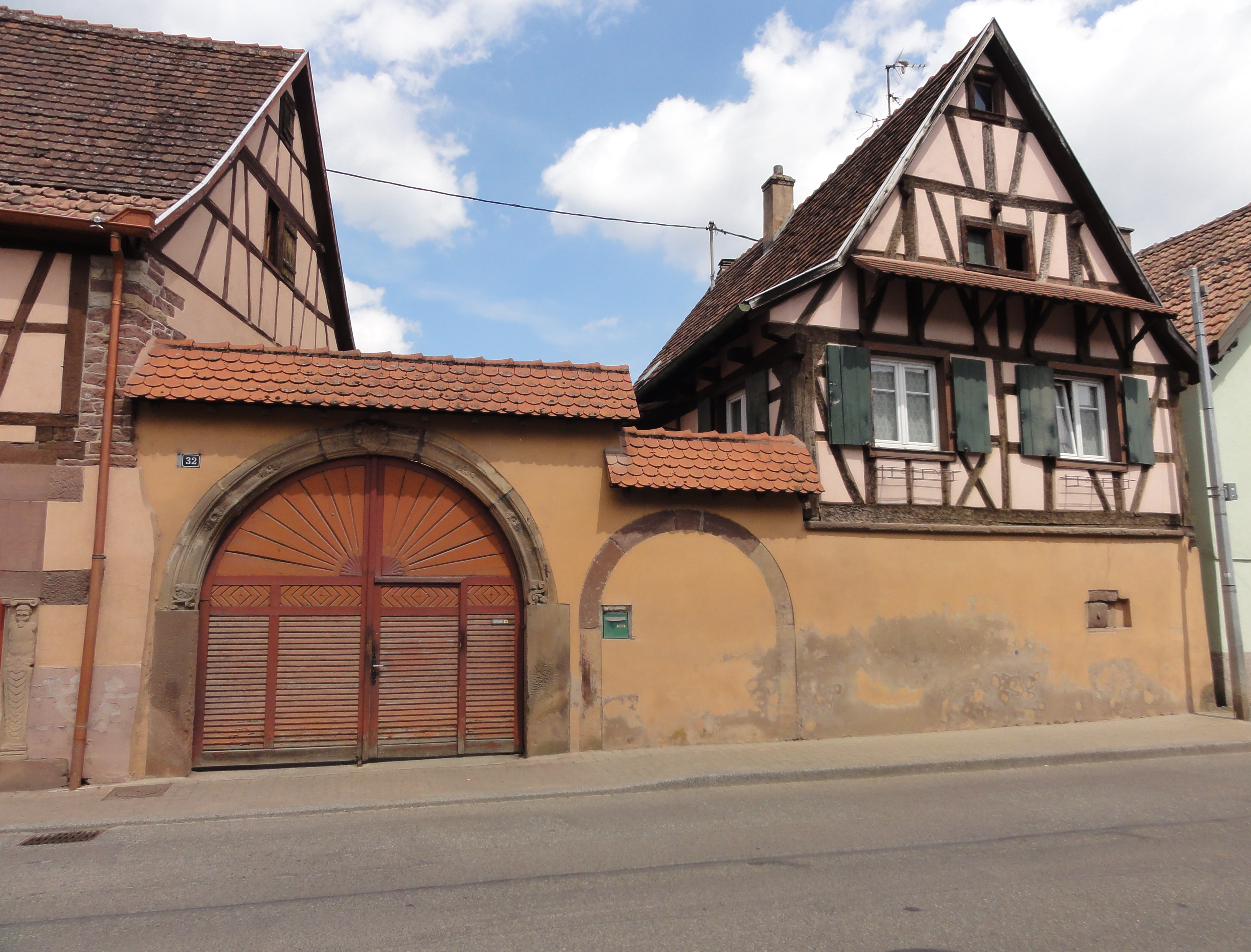